# محمد عصام الدين (لاعب كرة قدم)
محمد عصام الدين إبراهيم لاعب كرة قدم مصري، يلعب حاليًا لنادي ستال ستالوفا فولا البولندي في مركز خط وسط الهجومي ، وقد سبق له اللعب في فريق الرديف لنادي ليغيا وارسو 2.

ولعب مع ناشئي المنتخب الوطني وأحرز هدفًا وحيدًا في الأربع مباريات التي لعبها.

## روابط خارجية
- محمد عصام الدين على موقع قاعدة بيانات كرة القدم.إي يو (الإنجليزية)
- محمد عصام الدين على موقع Soccerway.com (الإنجليزية)
- محمد عصام الدين على موقع عالم كرة القدم.نت (الإنجليزية)
- محمد عصام الدين